# Iguana (Willis Stryker)
Iguana (Willis Stryker) es un personaje que aparece en los cómics estadounidenses publicados por Marvel Comics. Es principalmente un enemigo de Luke Cage y se destaca por ser el primer supervillano importante al que se enfrentó.
El personaje fue interpretado por Erik LaRay Harvey en la serie de televisión Luke Cage, que se desarrolla en el Universo cinematográfico de Marvel.

## Historia de publicación
Willis Stryker fue creado por Archie Goodwin y George Tuska y apareció por primera vez en Luke Cage, Hero for Hire #1 (junio de 1972).
Después de 45 años, Stryker regresó a los cómics en All-New Guardians of the Galaxy: Free Comic Book Day (julio de 2017).

## Biografía del personaje ficticio
Willis Stryker, uno de los amigos de la infancia de Luke, apareció por primera vez en Luke Cage: Hero for Hire # 1. Conocido como Iguana por su dominio de los cuchillos, incluidos los cuchillos especialmente diseñados que explotaron, liberaron gases tóxicos o crearon ondas sónicas.
Willis Stryker nació y se crio en Harlem, Nueva York. Creció en la calle junto a Carl Lucas, su mejor amigo y futuro compañero. Fue reclutado en una de las pandillas locales, Los Rivales. La pandilla consistía principalmente en Carl Lucas, Stryker, Shades y Comanche. Participaron en muchas peleas de pandillas con Los Diablos, una pandilla rival. También cometió delitos menores y trabajó para un señor del crimen llamado Sonny Caputo. Carl cambió su vida y encontró un trabajo honesto, mientras que Willis se convirtió en un hábil gánster, pero siguieron siendo buenos amigos.
Una niña llamada Reva Connors amaba a los dos pero se sentía más atraída por Carl. Willis, devastado por los celos, le tendió una trampa ocultando drogas donde vivía Carl, lo que lo llevó a prisión. Las drogas pertenecían a la Maggia, por lo que cazaron a Willis, pero terminaron matando a Reva.
Carl cambió su nombre a Luke Cage y escapó de prisión gracias a su piel a prueba de balas y buscó venganza. Luke Cage fue atacado por sicarios contratados por Iguana. Cuando el ataque fracasó, Iguana hizo que su inventor, Gadget-Man, creara nuevas espadas modificadas para lidiar con Cage y secuestró a Claire Temple. Rastreando a Diamondback hasta su guarida, Luke se sorprendió al descubrir que era su viejo amigo Stryker. Iguana luchó contra Cage que esperaba limpiar su nombre. Durante la pelea, Iguana cayó por un tragaluz y fue volado por uno de sus propios navajas de truco, arruinando cualquier esperanza que Luke tuviera de que Stryker pudiera limpiar su nombre. Justo en ese momento, Claire llegó con Noah Burstein (el hombre que condujo los experimentos en la prisión) y la policía, y Luke se pregunta si Burstein lo entregará a las autoridades.
Iguana luego apareció vivo. Luego comenzó a hacer planes para convertirse en un señor del crimen donde comenzará en Harlem y luego gobernará el crimen en el litoral oriental. Al tener a sus hombres para una reunión con los señores del crimen en el Club Ultimate, Iguana planeó tener una red de influencia. La reunión fue suspendida por Luke Cage, Iron Fist, Daredevil y Jessica Jones. Durante la pelea, Iguana logró lastimar a Jessica Jones. Iguana más tarde tuvo una reunión con Black Cat que se estrelló por Luke Cage. Usando polvo tóxico, Iguana golpeó a Luke Cage y procedió a golpearlo. Sin saberlo Iguana, Black Cat dejó a Luke Cage en la ubicación de Night Nurse y ella fue capaz de curarlo. Después de la recuperación, Luke Cage, Jessica Jones y sus aliados fueron tras Iguana y lo atacaron en el Club Ultimate. Iguana demostró sus nuevas habilidades como fuerza y velocidad sobrehumanas. A pesar de que fue herido en la pelea, Iguana escapó. Durante su participación en el Club Ultimate, Iron Fist y Jessica Jones fueron emboscadas por Iguana, donde derribó el auto de Jessica Jones y lesionó la espalda de Iron Fist. Mientras regodeaba con Iron Fist, Iguana fue tomado por sorpresa cuando Jessica Jones lo atacó. Después de ser derrotado por Jessica Jones y Iron Fist, Iguana fue arrestado por la policía y trasladado a una prisión, ya que se consideró demasiado peligroso para ser ubicado en la cárcel del condado. Se coloca junto con Punisher, que fue capturado por Daredevil y Luke Cage. Durante el viaje, Iguana se burla de Punisher, lo que hace que el camión se estrelle y les permita escapar. Más tarde aparece en el apartamento de Black Cat, donde le dispara varias veces en represalia porque Cat salvó a Luke Cage.
Mientras lucha contra una Black Cat herida, Diamondback es derrotado por los Defensores y puesto bajo custodia. Durante el juicio, el abogado de Stryker logra sacarlo en libertad condicional. Más tarde se reveló que el abogado fue contratado por Wilson Fisk. Luego se hace cargo de Club Ultimate, matando a Hammerhead en el proceso. Iguana luego se estrella en una reunión entre Fixer, Moonstone y Titania, donde los recluta para atacar a los Defensores. Cuando los Defensores llegan al club nocturno para arrestarlo, Iguana llama a Fixer, Moonstone y Titania y comienzan a pelear. En medio de la pelea, Iguana recibe un disparo de Black Cat y son capturados por los Defensores y sus aliados.
Iguana es uno de los señores del crimen que compiten con Señor Negativo para obtener la Tableta de la Vida y el Destino con el fin de ganarse el favor del alcalde Wilson Fisk.

## Poderes y habilidades
Willis Stryker es un experto luchador de cuchillos y experto en combate cuerpo a cuerpo. Fuera de los cuchillos convencionales, Willis Stryker utiliza cuchillos trucados que fueron modificados por Gadget donde pueden emitir gas, contener interruptores sónicos y causar explosiones. 
Tras su regreso de los muertos, Iguana parecía poseer un cierto grado de fuerza sobrehumana, ser capaz de lanzar a una persona al otro lado de una habitación, recibir un puñetazo de Jessica Jones y levantarla con una mano, además de tener cierto grado de velocidad sobrehumana. Más tarde se reveló que su súper fuerza y velocidad provienen del consumo de drogas.

## Otras versiones

### House of M
- En la línea de tiempo alternativa de la historia de 2005 "House of M", la versión de Willis Stryker de Iguana es un mutante con características de reptil.[13]

### Luke Cage Noir
- Willis Stryker aparece en Luke Cage Noir, en la que es amigo de Luke Cage y jefe de crímenes de Harlem.[14]

## En otros medios
Willis "Iguana" Stryker aparece en la serie de televisión de acción en vivo de Marvel Cinematic Universe / Netflix Luke Cage, interpretado principalmente por Erik LaRay Harvey, mientras que Jared Kemp interpreta a un Stryker más joven. Esta versión es el medio hermano mayor de Luke Cage como resultado de una aventura que el padre de Cage, James Lucas, tuvo con su secretaria Dana Stryker. Mientras eran jóvenes, Stryker y Cage fueron mejores amigos hasta que fueron arrestados por robo de autos. Como resultado, Cage fue enviado a la escuela militar y se unió a los Marines, mientras Willis estuvo en prisión de menores, luego en la cárcel, donde fue obligado a matar en defensa propia. Esto, junto con la muerte de su madre por cáncer después de que Lucas la abandonara, llevó a Stryker a jurar venganza contra Cage. En la búsqueda de este objetivo, logró incriminar a Cage y enviarlo a la prisión de Seagate. En el presente, Stryker se ha convertido en un traficante de armas, traficando armas de Industrias Hammer al jefe del crimen de Cornell "Cottonmouth" Stokes y su prima Mariah Dillard. Tras un trato fallido de armas, Stryker envía a su socio Hernan "Shades" Álvarez para ayudar a Stokes y Dillard. Después de enterarse de que Cage está vivo, Stryker sale de su escondite y utiliza balas de Judas, que explotan balas de punta hueca desarrolladas por Industrias Hammer a partir de metal extraterrestre rescatado que puede penetrar la piel impenetrable de Cage, en un intento de matarlo. Aunque Luke sobrevive y se esconde, Stryker ayuda a Stokes y Dillard a continuar con las actividades criminales del primero, así como a convencer a la policía de Nueva York para que compre balas de Judas. Sin embargo, después de incriminar a Cage por matar a un oficial de policía en un intento de sacar a Cage y convencer a la policía de Nueva York de que compre balas de Judas, Stryker tiene una pelea con Stokes y Dillard. Tras un intento fallido de matar a Shades, que desertó por Stokes y Dillard, Stryker se pone un traje de batalla de Industrias Hammer y desafía a Cage a una pelea callejera, sólo para ser derrotado y arrestado por Misty Knight. Fue visto por última vez en una enfermería no identificada donde el Dr. Burstein atiende sus heridas.
- En la temporada 3 de Jessica Jones, episodio final titulado "AKA Everything", Cage afirma que había encarcelado a Stryker en La Balsa y que fue lo más difícil que tuvo que hacer.